# Kuselbach
Der Kuselbach ist ein gut  7 km langer, linker Nebenfluss des Glans im rheinland-pfälzischen Landkreis Kusel.

## Name
Der geht vermutlich auf den keltischen Flussnamen *Kuslā zurück, einer l-Ableitung der indogermanischen Verbalwurzel *kues mit der Bedeutung „schnaufen, schnauben, seufzen“. Das Benennungsmotiv dürfte entsprechend das rauschende Wasser gewesen sein.

## Geographie

### Verlauf
Der Kuselbach entsteht durch den Zusammenfluss von Bledesbach und Pfeffelbach in Diedelkopf auf einer Höhe von 240 m ü. NHN. Von seinem Ursprung an fließt der Bach vorwiegend in östliche Richtungen, passiert dabei die Kreisstadt Kusel, durchfließt Rammelsbach und Altenglan und mündet dort linksseitig auf 196 m ü. NHN in den Glan.
Nach seiner 7,2 km langen Flussstrecke mündet der Kuselbach 44 Höhenmeter unterhalb seines Ursprungs, was einem mittleren Sohlgefälle von 6,1 ‰ entspricht. Er entwässert ein 79,558 km² großes Einzugsgebiet über Glan, Nahe und Rhein zur Nordsee. Es zählt naturräumlich  zum Unterraum Kuseler Bergland des Nordpfälzer Berglandes.

### Zuflüsse
Liste einer Auswahl direkter Zuflüsse vom Zusammenfluss der Oberläufe zur Mündung.
- Pfeffelbach (linker Quellfluss, 11,1 km und 27,8 km²)
- Bledesbach (rechter Quellfluss, 9,3 km und 29,7 km²)
- Blaubach (links, 3,9 km und 4,1 km²)
- Schüsselbach (?) (rechts, ca. 2,2 km und ca. 1,7 km²)
- Gailbach (links, 2,0 km und 3,1 km²)
- Remigiusbach (rechts, 1,3 km und 2,1 km²)
- Pendesbach oder allenfalls Erzborn[4] (links, 1,4 km und 1,0 km²)

## Gewässerzustand
Der Kuselbach  zählt zu den feinmaterialreichen, karbonatischen Mittelgebirgsbächen (Typ 6). Seine Gewässerstrukturgüte wird überwiegend mit stark bis vollständig verändert angegeben. Nur wenige kurze Abschnitte gelten als deutlich verändert. Die Gewässergüte wird bis Kusel mit gering belastet, unterhalb mit kritisch belastet angegeben.

## Bauwerke
In Diedelkopf führt eine denkmalgeschützte Brücke über den Kuselbach.
Historisch überquerte unmittelbar am Bahnhof Kusel eine Brücke der stillgelegten und abgebauten Bahnstrecke Türkismühle–Kusel den Fluss. Fast an gleicher Stelle überquert ihn nun eine für Rad- und Fußverkehr genutzte neue Brücke.

## Wappen

Kuselbach im Wappen von Kusel

Der Kuselbach ist als Wellenband auf dem Wappen der Stadt Kusel abgebildet.